# Club Deportivo San Fernando
Ne doit pas être confondu avec San Fernando Club Deportivo Isleño.
Maillots
Le Club Deportivo San Fernando était un club de football espagnol basé à San Fernando, Cadix. Il disparaît à la fin de la saison 2008-2009, à la suite d'un non-remboursement de dettes.

## Histoire
Le club évolue pendant 10 saisons en Segunda División, de 1954 à 1964. Il obtient son meilleur classement en deuxième division lors de la saison 1957-1958, où il se classe 6e du Groupe I, avec 14 victoires, 8 matchs nuls et 12 défaites. Le nombre de buts inscrit par le club dans cette division s'élève à 426.
Le club évolue en Segunda División B pendant 8 saisons : de 1979 à 1983, puis lors de la saison 1994-1995, ensuite de 2000 à 2002, et enfin une dernière fois lors de la saison 2008-2009. 
Toutes les autres saisons du club sont disputées en Tercera División.

## Anciens joueurs
- Andrés Ramírez